# Stille dage i Clichy
Stille dage i Clichy er en dansk film fra 1970 med manuskript og instruktion af Jens Jørgen Thorsen efter en roman af Henry Miller.
Filmmusikken var sammensat af en række kendte artister, herunder Country Joe McDonald, Ben Webster og det danske band Young Flowers.

## Medvirkende
- Ulla Lemvigh-Müller
- Lisbet Lundquist
- Avi Sagild
- Olaf Ussing
- Jens Jørgen Thorsen
- Klaus Pagh
- Elsebeth Reingaard
- Gitte Reingaard
- Maria Stenz
- Paul Valjean
- Wayne Rodda
- Louise White
- Noemie Roos
- Ben Webster
- Petronella
- Susanne Krage
- Anne Kehler
- Françoise Hesselmann
- Maj Wechselmann
- Jens Jørgen Thorsen
- Klaus Pagh